# 埃科克内欧维尔
埃科克内欧维尔（法語：Écoquenéauville，法語發音：[ekɔkneovil]）是法国芒什省的一个旧市镇，属于瑟堡区。2016年，埃科克内欧维尔与市镇圣梅尔埃格利斯、伯兹维尔欧普兰、谢夫迪蓬和富卡尔维尔合并为新的圣梅尔埃格利斯。

## 地理
埃科克内欧维尔（49°24'7"N, 1°17'31"W）面积3.52 平方千米，位于法国诺曼底大区芒什省，该省份为法国西北部沿海省份，西、北、东北三面环大西洋，东起顺时针与卡爾瓦多斯省、奧恩省、马耶讷省和伊勒-维莱讷省接壤。
与埃科克内欧维尔接壤的市镇（或旧市镇、城区）包括：圣梅尔埃格利斯、塞伯维尔、蒂尔克维尔。

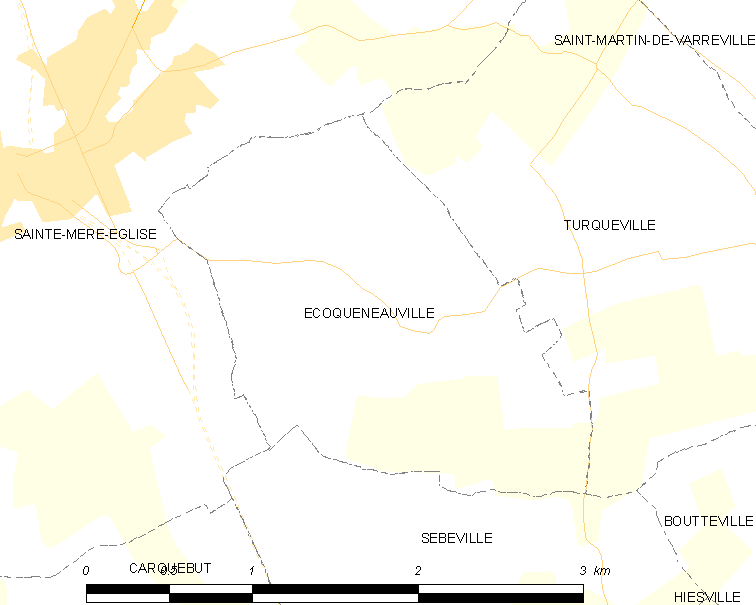
埃科克内欧维尔的OSM定位图

埃科克内欧维尔的时区为UTC+01:00、UTC+02:00（夏令时）。

## 行政
埃科克内欧维尔的邮政编码为50480，INSEE市镇编码为50170。

## 政治
埃科克内欧维尔所属的省级选区为卡朗唐莱马赖县。

## 人口

1962-2008年间埃科克内欧维尔人口变化图示

埃科克内欧维尔于2018年1月1日时的人口数量为78人。